# Patrol powstańczy (obraz Maksymiliana Gierymskiego)
Patrol powstańczy (inne tytuły: Pikieta powstańcza w 1863 r., Pikieta powstańcza, Zwiady na fortpoczcie, Podjazd, Patrol) – obraz Maksymiliana Gierymskiego namalowany na płótnie w 1873 i zaprezentowany na wystawie powszechnej w Wiedniu w tym samym roku.  
Linia horyzontu dzieli obraz na pół: chłodną strefę nieba i ciepłą strefę ziemi. Obraz przedstawia konny patrol powstańców styczniowych zasięgający języka od dziada – włóczęgi na polnej drodze. Powstańcy są umundurowani i uzbrojeni. Dziad wędrowny ma na sobie sukmanę chłopską, przewieszoną przez piersi torbę i kij. Figury ludzi i koni nie stanowią jednak centralnego punktu obrazu. Wzrok widza biegnie poza granice obrazu, tam skąd może nadejść niebezpieczeństwo.
Przedstawiona scena jest jak gdyby syntezą sytuacji, w jakiej znaleźli się powstańcy. Zagubieni pośród piaszczystej okolicy, pełni niepewności czekają odzewu na oddany wystrzał, szukają swoich i wypytują o wroga. Sytuacja ta nosi na sobie piętno jakiejś absurdalności, niemożności wyjścia z zaklętego kręgu. Spokojna, jak zwykle u Gierymskiego, jest tylko natura. Potęga natury uwypukla kruchość człowieka, a jej obojętność przypomina mu o własnej śmiertelności. 
Obraz był inspiracją dla Jacka Kaczmarskiego do napisania utworu Pikieta powstańcza, który został wykonany w 1981 podczas koncertu w warszawskiej „Zachęcie”. Utwór rozpoczynał się słowami:

Dziadem wędrownym jestem
Losu swego panem
Zmienili mi tę przestrzeń
W trakty wydeptane.